# Дрење (Крива Паланка)
Дрење (мкд. Дрење) је насеље у Северној Македонији, у североисточном делу државе. Дрење је у оквиру општине Крива Паланка.

## Географија
Дрење је смештено у североисточном делу Северне Македоније. Од најближег већег града, Куманова, село је удаљено 65 km источно.
Село Дрење се налази у историјској области Славиште. Насеље је положено изнад клисуре Криве Реке, на јужним падинама планине Билина, на око 870 метара надморске висине.
Месна клима је планинска због знатне надморске висине.

## Становништво
Дрење је према последњем попису из 2002. године имало 90 становника. Од тога огромну већину чине етнички Македонци (100%).
Претежна вероисповест месног становништва је православље.